# John Rumble
John Rumble   (St. Marys, 27 d'agost de 1933 - Newmarket, 5 de desembre de 2023) va ser un genet canadenc que va competir durant la dècada de 1950.
El 1956 va prendre part en els Jocs Olímpics d'Estiu de Melbourne, on va disputar dues proves del programa d'hípica. Amb el cavall Cilroy guanyà la medalla de bronze en el concurs complet per equips, mentre en el concurs complet individual fou setzè.
Es va graduar per la Universitat de Toronto amb una llicenciatura en ciències i va treballar com a enginyer de vendes abans de crear la seva pròpia empresa de venda de vehicles miners. Des del 2009 va formar part del Canadian Eventing Hall of Fame.